# Escudo de Almorox

Escudo de Amorox.

El escudo de Almorox es el símbolo más importante del municipio de Almorox en la provincia española de Toledo. Se desconoce el significado de la simbología empleada en este escudo que figura sobre el reloj del Ayuntamiento y que viene siendo utilizado por el mismo desde tiempos inmemoriales.

## Composición
El escudo de armas se presenta adornado de lambrequines, de gules el siniestro y de azur el diestro, timbrado por una corona indefinida y un solo cuartel con bordura cargada de ocho aspas de San Andrés. Campo con cruz de azur trebolada, y en cada uno de sus huecos una torre o castillo de gules y aclarado de azur. En la parte inferior aparece la leyenda MUY LEAL Y FIEL VILLA DE ALMOROX.
Respecto a la bordura, Ruiz y Leblic consideran que podría eliminarse ya que no suele utilizarse en los escudos municipales, siendo más normal que aparezca en los escudos familiares en recuerdo de los caballeros que participaron en la toma de Baeza.